# 31.ª Entrega de Premios AVN
La trigésima primera entrega de premios AVN fue un evento durante el cual Adult Video News (AVN) presentó su informe anual para la entrega de los Premios AVN para honrar a las mejores películas pornográficas y de entretenimiento para adultos del 2013.
La ceremonia se celebró el 18 de enero de 2014 en Joint, en el Hard Rock Hotel y Casino en Paradise, Nevada. Pudieron entrar en las ternas las películas o productos lanzados entre el 1 de octubre de 2012 y el 7 de octubre de 2013.
La Comediante y actriz Rebekah Kochan y la actriz de películas para adultos Chanel Preston, fueron co-ganadoras del "Más Escandalosa Escena de Sexo". El show de los premios se celebró inmediatamente después de la Adult Entertainment Expo en el mismo lugar.
Underworld took se llevó los máximos honores como Película del Año, además de ganar Mejor Drama y otros siete premios, incluyendo un premio dirigido a Brad Armstrong. Tommy Pistol fue nombrado Mejor Actor por su actuación en la película de terror para adultos Evil Head. El premio de Artista Femenina del Año y Mejor Nueva Estrella Joven fue para Bonnie Rotten y Mia Malkova, respectivamente. Axel Braun ganó como Director del Año por cuarta vez consecutiva y Manuel Ferrara fue galardonado con un quinto premio a Artista Masculino del Año. La nueva categoría de Artista del Año BBW fue ganado por la actriz April Flores. El Premio a Título Ingenioso del Año, fue para el director Seymore Butts por el nombre de su película Cirque du Hole-A.

## Los ganadores y nominados

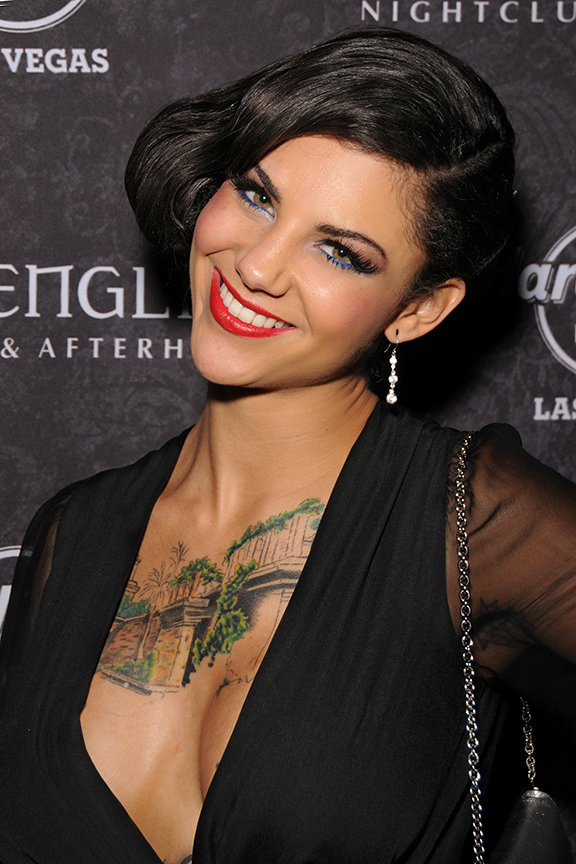
Bonnie Rotten, ganador del 2014 AVN Artista Femenina del Año, el Premio a

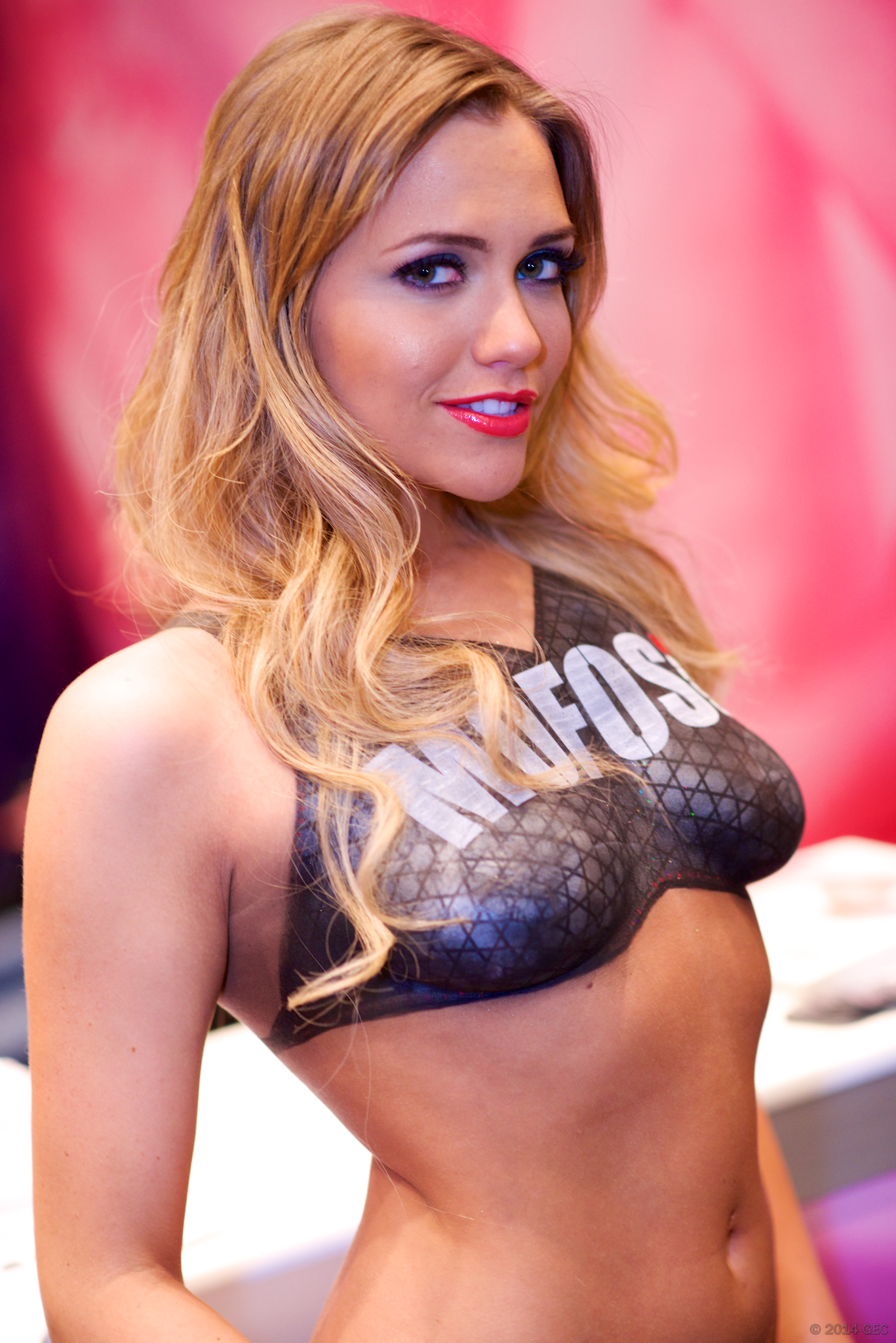
Mia Malkova, ganador del 2014 Mejor Nueva Estrella Joven

Las categorías para la ̪̪31.os Premios AVN fueron publocados el 20 de septiembre de 2013 y los finalistas fueron anunciados el 15 de noviembre de 2013.

### Importantes premios
Los ganadores de las categorías que se anunciaron durante la ceremonia de entrega de premios el 18 de enero de 2014, se destacan en negrita.
| Película | Artista Femenina del Año |
| --- | --- |
| - Underworld (Best Drama) (No hubo nominados en esta categoría, sino que se eligen de entre los ganadores en las categorías de "mejor versión", ''Mejor Escena Gonzo'', ''Mejor Escena'' y varios otros más. La votación se realiza por separado, justo antes de la entrega de premios.) | - Bonnie Rotten - Asa Akira - Anikka Albrite - Bailey Blue - Dani Daniels - Dana DeArmond - Skin Diamond - Allie Haze - Remy LaCroix - Maddy O'Reilly - Chanel Preston - Riley Reid - Samantha Saint - Sheena Shaw - Jada Stevens |
| Artista Masculino del Año | Artista Transexual del Año |
| - Manuel Ferrara - Mick Blue - Xander Corvus - James Deen - Ryan Driller - Erik Everhard - Keiran Lee - Ryan Madison - Mandingo - Ramón Nomar - Tommy Pistol - Toni Ribas - Lexington Steele - Christian XXX - Prince Yahshua | - Eva Lin - Buck Angel - Natassia Dreams - Danika Dreamz - Jesse Flores - Jessica Fox - Foxxy - Kelli Lox - Venus Lux - Jane Marie - Carmen Moore - Tiffany Starr - Wendy Summers - Sarina Valentina - Vaniity |
| Director del Añor | Mejor Nueva Estrella Joven |
| - Axel Braun - Joanna Angel - Brad Armstrong - James Avalon - Barrett Blade - William H. - Jules Jordan - Mason - Jonathan Morgan - Eddie Powell - Jim Powers - Will Ryder - Joey Silvera - B. Skow - Dana Vespoli | - Mia Malkova - A.J. Applegate - Casey Calvert - Teal Conrad - Dillion Harper - Melody Jordan - Kennedy Leigh - Christy Mack - Zoey Monroe - Raven Rockette - Jessa Rhodes - Rikki Sixx - Cindy Starfall - Natalia Starr - Jodi Taylor |
| Mejor Actor | Mejor Actriz |
| - Tommy Pistol - Evil Head - Richie Calhoun - The Submission of Emma Marx - Dale DaBone - Iron Man XXX: An Axel Braun Parody - Mark Davis - Nobody’s Daughter - James Deen - Watch Over Me - Ryan Driller - Man of Steel XXX: An Axel Braun Parody - Seth Gamble - Just In Beaver Fever - Alec Knight - Breaking Bad XXX: A Sweet Mess Films Parody - Keiran Lee - To Live and Fuck in L.A. - Kurt Lockwood - What Do You Want Me to Say? - Brendon Miller - Divorcees - Kris Slater - Unfaithful - Steven St. Croix - Truth Be Told - Evan Stone - Adventures in Eden - Michael Vegas - Rebound | - Remy LaCroix - The Temptation of Eve (New Sensations Erotic Stories) - Anikka Albrite - OMG… It’s the Leaving Las Vegas XXX Parody - Lexi Belle - Meant to Be - Alektra Blue - Getting Schooled - Jessica Drake - Sexpionage: The Drake Chronicles - Tara Lynn Foxx - This Ain’t Homeland XXX - Allie Haze - Clerks XXX: A Porn Parody - Jesse Jane - Code of Honor - Sunny Lane - The Stripper 2 - Brooklyn Lee - The New Behind the Green Door - Adrianna Luna - The Lone Ranger XXX: An Extreme Comixxx Parody - Maddy O'Reilly - Not The Wizard of Oz XXX - Penny Pax - The Submission of Emma Marx - Raven Rockette - Gia: Lesbian Supermodel - Jennifer White - The Stripper |
| Mejor Película BDSM | Mejor Drama |
| - The Submission of Emma Marx (New Sensations Erotic Stories) - 50 Shades of Dylan Ryan - Bound by Desire 2: Collared and Kept Well - Cheerleaders in Bondage - Dark Temptations - Get My Belt - Hogtied - Home Invasion - The House of Sin - Obedience School - The Perfect Secretary 3: New Recruit - Sadistic Mother-in-Law 2 - Shades of Kink - S.O.S. Strap-on Sluts 3 - Whipped Ass | - Underworld - Beyond Fucked: A Zombie Odyssey - Bikini Outlaws - Code of Honor - Daddy’s Girls - Devil on a Chain - Forsaken - The New Behind the Green Door - Nobody's Daughter - Peep Show - The Perfect Secretary 3: New Recruit - The Stripper - To Live and Fuck in L.A. - Truth Be Told - Watch Over Me |
| Mejor Parodia - Comedia | Mejor Parodia - Drama |
| - Grease XXX: A Parody (Adam & Eve Pictures) - Can't Be Martin It's a XXX Parody - Clerks XXX: A Porn Parody - Evil Head - Just In Beaver Fever - The Karate Kid XXX: A DreamZone Parody - Laverne & Shirley XXX: A DreamZone Parody - Not South Park XXX - Not The Wizard of Oz XXX - Official Next Friday Parody - Orgy University - This Ain't Homeland XXX - This Ain't Star Trek 3 XXX 3D - The Walking Dead: A Hardcore Parody - Welcome Back Kotter XXX: A DreamZone Parody | - Man of Steel XXX: An Axel Braun Parody (VividXXXSuperheroes) - Barb Wire XXX: A DreamZone Parody - Breaking Bad XXX: A Sweet Mess Films Parody - Gia: Lesbian Supermodel - Iron Man XXX: An Axel Braun Parody - The Lone Ranger XXX: An Extreme Comixxx Parody - OMG … It's the Dirty Dancing XXX Parody - OMG … It's the Ghost XXX Parody - OMG … It's the Leaving Las Vegas XXX Parody - Paranormal Activity: A Hardcore Parody - She-Hulk XXX: An Axel Braun Parody - Superman vs. Spider-Man: An Axel Braun Parody - This Ain’t Die Hard XXX 3D - Wolverine XXX: An Axel Braun Parody - The XXX Adventures of Hawkman & Hawkgirl |
| El mejor estrella | Mejor Pareja Nueva |
| - Anikka - All About Allie - Cayenne Loves Rocco - I Am Christy Mack - I'm Your Bitch: Lyen - The Insatiable Miss Alexis Texas - Joanna Angel: Kinky Fantasies - Lisa Ann: Can't Say No - Mia - Remy 2 - Samantha Saint Is Completely Wicked - Savannah’s Secret - SeXXXploitation of Dani Daniels - Skin - Ultimate Fuck Toy: Kennedy Leigh | - The Temptation of Eve (New Sensations Erotic Stories) - Bitter Sweet - Broken Hearts - Change of Heart - First Crush - Getting Schooled - Harvest Moon - If You Only Knew - La Boutique - Maid for Love - Meant to Be - Paint - Secret Admirer - The Submission of Emma Marx - What Do You Want Me To Say? |
| Mejor Escena de Sexo Anal | Mejor escena de sexo oral |
| - Anikka Albrite & Mick Blue - Anikka (O.L Entertainment/Mile High) - Farrah Abraham & James Deen - Farrah Superstar: Backdoor Teen Mom - Asa Akira & Ramón Nomar - Asian Bombshells - Brandy Aniston & Richie Calhoun - The New Behind the Green Door - Lisa Ann & Jules Jordan - Deep Anal Drilling 4 - Lexi Belle & Mick Blue - Big Wet Asses 22 - Dana DeArmond & James Deen - What an Asshole - Skin Diamond & L. T. - Skin - Katja Kassin & Mike Adriano - Anal Motherfuckers - Remy LaCroix & Manuel Ferrara - Rump Raiders - Penny Pax & Richie Calhoun - The Submission of Emma Marx - Chanel Preston & Mandingo - Mandingo Massacre 8 - Bonnie Rotten & Ramón Nomar - Evil Anal 19 - Sheena Shaw & Manuel Ferrara - Evil Anal 17 - Stoya & James Deen - Code of Honor                                                            | - Skin Diamond - Skin [scene 1] - Julia Ann - Underworld - Anikka Albrite & Riley Reid - American Cocksucking Sluts 3 - Joanna Angel - Joanna Angel: Orgasm Addict [scene 5] - Vicki Chase - Jules Jordan: Feeding Frenzy 11 - Tara Lynn Foxx - This Ain't Homeland XXX - Remy LaCroix - Facial Overload 3 - Larkin Love - Suck Balls 3 - Mia Malkova - Swallow This 30 - Maddy O'Reilly, Belle Noire & Rilynn Rae - 3 on Their Knees - Bonnie Rotten - Facial Overload 3 - Katie St. Ives - Sperm Receptacles 6 - Sheena Shaw - Massive Facials 6 - Christie Stevens & Jayden Lee - American Cocksucking Sluts 3 - Heather Vahn - Gag Reflex |
| Mejor escena Chico/Chica | Mejor escena de sexo en Foreign-Shot |
| - Riley Reid & Mandingo - Mandingo Massacre 6 (Jules Jordan Video) - Anikka Albrite & Manuel Ferrara - Top Bottoms - Bailey Blue & Xander Corvus - The Temptation of Eve - Casey Calvert & Ryan Madison - Dark Perversions 2 - Adriana Chechik & Bruce Venture - The Innocence of Youth 5 - Dani Daniels & James Deen - Skin Tight - Skin Diamond & Prince Yahshua - Deep Pussy - Dillion Harper & Mick Blue - Wet Dream - Ash Hollywood & Michael Vegas - Forsaken - Kimberly Kane & Alec Knight - Breaking Bad XXX: A Sweet Mess Films Parody - Kennedy Leigh & James Deen - Ultimate Fuck Toy: Kennedy Leigh - Christy Mack & Toni Ribas - Planting Seeds 3 - Mia Malkova & Manuel Ferrara - Cuties 4 - Kirsten Price & Keiran Lee - To Live and Fuck in L.A. [scene 1] - Andy San Dimas & Tommy Gunn - Wolverine: An Axel Braun Parody | - Aleska Diamond, Anna Polina, Anissa Kate, Angel Piaff, Rita, Tarra White & Mike Angelo - The Ingenuous - Aliz, Kristine Crystallis & Toni Ribas - Adventures on the Lust Boat 4 - Blanche Bradburry, Samia Duarte & Rocco Siffredi - Rocco’s Perfect Slaves - Claire Castel, Clark & Thomas Stone - Claire Castel: The Chambermaid - Abbie Cat, Lyen Parker & Rocco Siffredi - XXX Fucktory - Penelope Crunch, Franceska Jaimes & Nacho Vidal - Fuck Yeeaaah!!!! - Angel Dark & Leny Ewil - Eurobabes Jizz Explosion - Allie Haze, Krissy Lynn, Fabine, Suzana Rhios, Roge, Bad Boy, Michael Vegas & Tyler Nixon - Adventures in Eden - Henessy, Marica Hase & Ian Scott - Fashionable Fuckers - Cayenne Klein, David Perry, Sabby, Markus Dupree & Rocco Sardo - Hose Monster 5 - Shana Lane, Mike Angelo, Michael Cheritto & Titof - My Sister and Me - Orgy Scene - 19th Birthday Present: The Greatest Orgy - Anna Polina, Nasta Zya & JPX - Russian Institute 18: The Headmistress - Savannah Secret & Steve Holmes - Savanna’s Secret - Tarra White, Cayenne Klein, Mike Chapman, Ian Scott & Marcus - Cayenne Loves Rocco |
| Mejor Escena Chica/Chica | Premio del Público - El Trasero más caliente |
| - Riley Reid & Remy LaCroix - Girl Fever - Asa Akira & Celeste Star - Asa Loves Girls - Casey Calvert & India Summer - Teach Me 3 - Lily Carter & Molly Bennett - Meow! 3 - Dana DeArmond & Veruca James - Paint - Skin Diamond & Kleio Valentien - The Walking Dead: A Hardcore Parody - Jessica Drake & Capri Cavanni - Underworld - Gracie Glam & Gia Steel - Lesbian Crime Stories - Ash Hollywood & Aiden Ashley - Girls Will Be Boys - Tessa Lane & Ana Foxxx - Four Rooms: Los Angeles - Karlie Montana & Brett Rossi - Girl Squared - Mia Malkova & Jessie Andrews - Girl Crush 3 - Prinzzess & Shyla Jennings - Women Seeking Women 94 - Bonnie Rotten & Nikki Hearts - Beyond Fucked: A Zombie Odyssey - Andy San Dimas & Chanel Preston - Bitchcraft 9                                                                          | - Alexis Texas - Otras actrices votadas fueron: Anikka Albrite, Serena Ali, A.J. Applegate, Aria Arial, Bridgette B., Briella Bounce, Amy Brooke, Mischa Brooks, Julie Cash, Felicia Clover, Dani Daniels, Sophie Dee, Nikki Delano, Kelly Divine, Alexis Ford, Tara Lynn Foxx, Gracie Glam, Mia Gold, Allie Haze, Jayden James, Sara Jay, Karmen Karma, Katja Kassin, London Keyes, Kiera King, Remy LaCroix, Lea Lexis, Lia Lor, Kendra Lust, Krissy Lynn, Mia Malkova, Missy Martínez, Maserati, Jynx Maze, Holly Michaels, Karlie Montana, Jade Nacole, Maddy O'Reilly, Anita Peida, Kristina Rose, Katie St. Ives, Sheena Shaw, Siri, Sarah Shevon, Rachel Starr, Gia Steel, Jada Stevens, Jodi Taylor & Sarah Vandella |

Nota: los nombres de las películas están en inglés, su idioma original.

### Premios Adicionales a los Ganadores
Estos premios no fueron presentados durante la ceremonia de entrega de premios en sí, sino que se anunciaron antes o después del espectáculo. Además, en esta entrega no se presentaron las categorías de películas como: Mejor 3D, Mejor Clásico y Título más vendido del Año.

## Premio Honorario AVN
El Premio Reuben Sturman a la lucha por los derechos de la industria no fue presentado en 2014.

### Premio al Visionario
Wicked Pictures fundado por Steve Orenstein, fue seleccionado para recibir la tercera edición del Premio al Visionario por "la ética, la responsabilidad cívica, un ojo para la calidad y la innovación, y una comprensión compasiva del entretenimiento para adultos y su lugar en la sociedad en general".

### Salón de la Fama
Son homenajeados al Salón de la Fama AVN todas aquellas personas que ''han alcanzado no sólo la longevidad, sino también algo más importante: azañas frente a la cámara, detrás de ella y en las oficinas" en el 2014 los que ingresaron fueron:
- Los fundadores: Kevin Beechum, fundador de contenido de la producción/distribución de la empresa K-Haya; Ted Blitt, fundador de una Milla de altura Media; Morty Gordon, fundador de Bizarre Video.
- Actores y Productores: Barrett Blade, productor de Shylar Cobi; Digital Playground director de Robby D.; Stormy Daniels, Ben inglés, Melissa Hill, Mike Juan, Katsuni, Scott Lyons, Nick Manning, Eric Masterson, Mr. Pete, Bobby Rinaldi, Taylor San Claire & Wendy Williams.
- Rama ejecutiva: Distribuidor Jerry E, Adam H. de Placer Productions y Ed Kail & Marty Turkel.
- Rama de Productos de Placer: Lavi Yedid de NS Novedades; Robert Pyne Sr., fundador de la compañía de distribución de Williams de Comercio; y Rachel Venning & Claire Cavanah de Babeland.
- Fundadores de la Rama en Internet: Angie Rowntree fundador de Sssh.com; Freeones.com; Mark "Greenguy" Jenkins de Link-O-Rama.com.

## Ceremonia de entrega
Con los buenos resultados en los premios por películas, Adult Video News proclamó en vivo que: "a pesar de las murmuraciones y de las parodias, todo ha seguido su curso y varios fueron los grandes ganadores de este año, incluyéndose películas como Underworld, Grease XXX, Temptation of Eve y Man of Steel XXX."

### Cambios en las categorías de los premios
En esta entrega de premios, varias nuevas categorías fueron introducidas para reflejar la evolución de las tendencias del mercado, incluyéndose:
- Mejor Escena De Sexo Seguro
- Mejor Fabricante De Condones
- Chica-Artista del Año
- Artista BBW del Año[6]
- Mejor Director de sitio Web

Mientras tanto, el Mejor sitio Web de Fotografía fue rebautizado como Mejor sitio Web con Glamour para ''incluir sitios que también cuentan con glamour y contenido de vídeo". Estrella del Año Anónima fue cambiado de nombre a Artista Femenina del Año Ignorada, Mejor Nueva Compañía de Producción se convirtió en el Mejor Nuevo Estudio y el Cruce de Estrellas del Año, la popularizaron las Estrellas del Año.
Las categorías votadas por el público aumentaron de cuatro a diez y fueron completamente cambiadas, desde Cuerpo Favorito, Reina de Twitter, Estrella Porno Favorita y Mejor sitio Web Gratis para Adultos.
AVN también añadió otra categoría para su Salón de la Fama: "el poder Ejecutivo, para que los principales miembros de la industria que trabajan detrás de las escenas", tales como en ventas, marketing o en la educación.

### Recepción y revisión
Algunos medios de comunicación fueron muy críticos del espectáculo brindado en este año. El periodista Robin Leach del diario Las Vegas Sun informó que ''la asistencia de publico fue muy baja y el entretenimiento era terrible''.
Richard Abowitz, que cubre las noticias de la industria para adultos para el periódico The Daily Beast denominó al espectáculo como "mediocre", señalando que, "a pesar de que se los considera como los Premios de la Academia por la industria para adultos, pocos toman esa etiqueta en serio ya. La enorme caída en las fortunas en la industria de la pornografía gracias a los problemas de regulación y a la piratería, y la infinidad de ofertas de sexo en Internet han dejado los restos de la corriente principal de la industria del porno más cerca de una parodia vieja y de mala calidad de la época dorada del porno del Hollywood de los años '80."
Laura Anne Stuart del blog de sexualidad Express Milwaukee, expresa sentimientos encontrados acerca del premio a Artista BBW del Año: "Por un lado, me alegro de que el premio más conocido de la industria para adultos es el reconocimiento de que las mujeres mayores son sexys y sexuales. Por otro lado, esto significa que, probablemente, las categorías de Mejor Actriz y Artista Femenina del Año siguen siendo ganadas por gente flaca con grandes tetas y/o traseros inexplicables."

## Reconocimiento In Memoriam
A medida que el show se desarrollaba, AVN utilizó un segmento para rendir un homenaje a las personalidades de la industria que fallecieron en el último año, se incluyó al editor de la revista Screw, Al Goldstein y al productor y distribuidor Morty Gordon.